# San Salvador de Cañaribamba
San Salvador de Cañaribamba, oder kurz: Cañaribamba, ist eine Ortschaft und eine Parroquia rural („ländliches Kirchspiel“) im Kanton Santa Isabel der ecuadorianischen Provinz Azuay. Die Parroquia besitzt eine Fläche von etwa 81,7 km². Im Jahr 2014 lag die Einwohnerzahl bei 1730. Die Parroquia wurde am 5. Dezember 2011 gegründet.

## Lage
Die Parroquia San Salvador de Cañaribamba liegt in den Anden im zentralen Südwesten der Provinz Azuay. Der Hauptort San Salvador de Cañaribamba befindet sich auf einer Höhe von 2200 m, 5 km nordnordwestlich des Kantonshauptortes Santa Isabel. Das Areal wird nach Süden zum Río Jubones entwässert. Entlang der östlichen Verwaltungsgrenze fließt der Río Naranjo, ein Nebenfluss des Río Rircay, nach Süden.
Die Parroquia San Salvador de Cañaribamba grenzt im Süden an die Parroquia Santa Isabel, im Nordwesten an die Parroquia Shaglli sowie im Osten an die Parroquias San Fernando (Kanton San Fernando), La Asunción (Kanton Girón) und Abdón Calderón.